# Associazione Polisportiva Trani 1965-1966
Questa pagina raccoglie le informazioni riguardanti l'Associazione Polisportiva Trani nelle competizioni ufficiali della stagione 1965-1966.

## Rosa
| N. |                   | Ruolo | Calciatore          |
| -- | ----------------- | ----- | ------------------- |
|    | Italia (bandiera) | A     | Santo Barbato       |
|    | Italia (bandiera) | C     | Alberto Bazzarini   |
|    | Italia (bandiera) | P     | Giuliano Biggi      |
|    | Italia (bandiera) | C     | Filippo Bitetto     |
|    | Italia (bandiera) | C     | Giorgio Brigo       |
|    | Italia (bandiera) | C     | Franco Carradori    |
|    | Italia (bandiera) | C     | Carmelo Cozzoli     |
|    | Italia (bandiera) | D     | Alberto Crivellenti |
|    | Italia (bandiera) | C     | Michele D’Elia      |
|    | Italia (bandiera) | D     | Giuseppe Galvanin   |
|    | Italia (bandiera) | C     | Franco Gerli        |
|    | Italia (bandiera) | C     | Basso Germinario    |

| N. |                   | Ruolo | Calciatore            |
| -- | ----------------- | ----- | --------------------- |
|    | Italia (bandiera) | P     | Domenico Lamia Caputo |
|    | Italia (bandiera) | A     | Giuseppe Malavasi     |
|    | Italia (bandiera) | C     | Vincenzo Morganelli   |
|    | Italia (bandiera) | D     | Giuseppe Pappalettera |
|    | Italia (bandiera) | A     | Gianfranco Petris     |
|    | Italia (bandiera) | A     | Giampaolo Piaceri     |
|    | Italia (bandiera) | A     | Renato Ronconi        |
|    | Italia (bandiera) | A     | Aldo Silva            |
|    | Italia (bandiera) | D     | Carlo Tacchini        |
|    | Italia (bandiera) | A     | Franco Vanzini        |
|    | Italia (bandiera) | C     | Fulvio Varglien       |

## Risultati

### Serie B

#### Girone di andata
| 5 settembre 1965 1ª giornata | Trani | 1 – 1 | Modena |  |

| 22 dicembre 1946 2ª giornata | Trani | 0 – 0 | Verona |  |

| 19 settembre 1965 3ª giornata | Novara | 3 – 0 | Trani |  |

| 26 settembre 1965 4ª giornata | Messina | 0 – 0 | Trani |  |

| 3 ottobre 1965 5ª giornata | Trani | 1 – 1 | Lecco |  |

| 10 ottobre 1965 6ª giornata | Venezia | 3 – 0 | Trani |  |

| 17 ottobre 1965 7ª giornata | Pisa | 1 – 0 | Trani |  |

| 1º novembre 1964 8ª giornata | Trani | 0 – 0 | Alessandria |  |

| 31 ottobre 1965 9ª giornata | Pro Patria | 0 – 0 | Trani |  |

| 7 novembre 1965 10ª giornata | Padova | 5 – 0 | Trani |  |

| 14 novembre 1965 11ª giornata | Trani | 1 – 2 | Potenza |  |

| 21 novembre 1965 12ª giornata | Reggina | 1 – 0 | Trani |  |

| 28 novembre 1965 13ª giornata | Trani | 1 – 0 | Palermo |  |

| 5 dicembre 1965 14ª giornata | Reggiana | 2 – 0 | Trani |  |

| 1º ottobre 1989 15ª giornata | Monza | 2 – 0 | Trani |  |

| 23 novembre 1947 16ª giornata | Trani | 1 – 0 | Mantova |  |

| 2 gennaio 1966 17ª giornata | Trani | 0 – 0 | Catanzaro |  |

| 9 gennaio 1966 18ª giornata | Genoa | 3 – 2 | Trani |  |

| 16 gennaio 1966 19ª giornata | Trani | 1 – 0 | Livorno |  |

#### Girone di ritorno
| 6 febbraio 1966 20ª giornata | Modena | 0 – 0 | Trani |  |

| 13 febbraio 1966 21ª giornata | Verona | 0 – 0 | Trani |  |

| 20 febbraio 1966 22ª giornata | Trani | 2 – 2 | Novara |  |

| 27 febbraio 1966 23ª giornata | Trani | 3 – 1 | Messina |  |

| 6 marzo 1966 24ª giornata | Lecco | 2 – 0 | Trani |  |

| 20 marzo 1966 25ª giornata | Trani | 2 – 1 | Venezia |  |

| 27 marzo 1966 26ª giornata | Trani | 0 – 0 | Pisa |  |

| 3 aprile 1966 27ª giornata | Alessandria | 1 – 0 | Trani |  |

| 10 aprile 1966 28ª giornata | Trani | 2 – 2 | Pro Patria |  |

| 17 aprile 1966 29ª giornata | Trani | 1 – 2 | Padova |  |

| 24 aprile 1966 30ª giornata | Potenza | 2 – 2 | Trani |  |

| 1º maggio 1966 31ª giornata | Trani | 2 – 2 | Reggina |  |

| 8 maggio 1966 32ª giornata | Palermo | 0 – 0 | Trani |  |

| 15 maggio 1966 33ª giornata | Trani | 0 – 0 | Reggiana |  |

| 22 maggio 1966 34ª giornata | Trani | 4 – 1 | Monza |  |

| 29 maggio 1966 35ª giornata | Mantova | 2 – 2 | Trani |  |

| 5 giugno 1966 36ª giornata | Catanzaro | 2 – 2 | Trani |  |

| 12 giugno 1966 37ª giornata | Trani | 1 – 2 | Genoa |  |

| 19 giugno 1966 38ª giornata | Livorno | 2 – 0 | Trani |  |

## Statistiche

### Statistiche di squadra
| Competizione | Punti | In casa | In casa | In casa | In casa | In casa | In casa | In trasferta | In trasferta | In trasferta | In trasferta | In trasferta | In trasferta | Totale | Totale | Totale | Totale | Totale | Totale | DR  |
| Competizione | Punti | G       | V       | N       | P       | Gf      | Gs      | G            | V            | N            | P            | Gf           | Gs           | G      | V      | N      | P      | Gf     | Gs     | DR  |
| ------------ | ----- | ------- | ------- | ------- | ------- | ------- | ------- | ------------ | ------------ | ------------ | ------------ | ------------ | ------------ | ------ | ------ | ------ | ------ | ------ | ------ | --- |
| Serie B      | 30    | 19      | 6       | 10      | 3       | 23      | 17      | 19           | 0            | 8            | 11           | 8            | 31           | 38     | 6      | 18     | 14     | 31     | 48     | -17 |
| Coppa Italia |       | 1       | 0       | 0       | 1       | 1       | 2       | -            | -            | -            | -            | -            | -            | 1      | 0      | 0      | 1      | 1      | 2      | -1  |
| Totale       |       | 20      | 6       | 10      | 4       | 24      | 19      | 19           | 0            | 8            | 11           | 8            | 31           | 39     | 6      | 18     | 15     | 32     | 50     | -18 |

### Statistiche dei giocatori
| Giocatore       | Serie B  | Serie B | Coppa Italia | Coppa Italia | Totale   | Totale |
| Giocatore       | Presenze | Reti    | Presenze     | Reti         | Presenze | Reti   |
| --------------- | -------- | ------- | ------------ | ------------ | -------- | ------ |
| S. Barbato      | 26       | 3       | 1            | 0            | 27       | 3      |
| A. Bazzarini    | 20       | 0       | 1            | 0            | 21       | 0      |
| G. Biggi        | 18       | -26     | 1            | -2           | 19       | -28    |
| F. Bitetto      | 5        | 0       | -            | -            | 5        | 0      |
| G. Brigo        | 14       | 1       | 1            | 0            | 15       | 1      |
| F. Carradori    | 7        | 1       | -            | -            | 7        | 1      |
| C. Cozzoli      | 1        | -1      | -            | -            | 1        | -1     |
| A. Crivellenti  | 34       | 0       | 1            | 0            | 35       | 0      |
| M. D'Elia       | 1        | 0       | -            | -            | 1        | 0      |
| G. Galvanin     | 34       | 3       | 1            | 0            | 35       | 3      |
| F. Gerli        | 9        | 4       | -            | -            | 9        | 4      |
| B. Germinario   | 1        | 0       | -            | -            | 1        | 0      |
| D. Lamia        | 20       | -21     | -            | -            | 20       | -21    |
| G. Malavasi     | 33       | 2       | 1            | 0            | 34       | 2      |
| V. Morganelli   | 2        | 0       | -            | -            | 2        | 0      |
| G. Pappalettera | 36       | 0       | 1            | 0            | 37       | 0      |
| G. Petris       | 23       | 2       | -            | -            | 23       | 2      |
| G. Piaceri      | 28       | 9       | -            | -            | 28       | 9      |
| R. Ronconi      | 2        | 0       | 1            | 0            | 3        | 0      |
| A. Silva        | 5        | 0       | -            | -            | 5        | 0      |
| C. Tacchini     | 27       | 0       | -            | -            | 27       | 0      |
| F. Vanzini      | 35       | 4       | 1            | 1            | 36       | 5      |
| F. Varglien     | 38       | 2       | 1            | 0            | 39       | 2      |